# Ischi
Ischi (in greco antico: Ἰσχύς?, Ischýs) od Alcioneo (in greco antico: Ἀλκυονεύς?, Alkyonéfs) o Lico (in greco antico: Λύκος?, Lýkos) è un personaggio della mitologia greca.

## Genealogia
Figlio di Elato ed Hippea.

## Mitologia
Coronide figlia di Flegias era una delle amanti di Apollo che un giorno si recò a Delfi lasciandola in compagnia di un corvo bianco.
Ischi sedusse la donna che rimase incinta di un bambino suscitando l'ira di Apollo che tramutò il colore delle piume del corvo da bianco a nero e fece uccidere Coronide da Artemide mentre il figlio che Coronide portava in grembo fu chiamato Asclepio e fu portato da Apollo al centauro Chirone.
Ischi morì secondo alcuni per le saette di Zeus, secondo altri per le frecce di Apollo.
A causa di una doppia omonimia alcuni confondono questo personaggio con un altro Ischi che è a sua volta figlio di un altro Elato.